# Troides helena
Troides helena är en fjärilsart som först beskrevs av Carl von Linné 1758.  Troides helena ingår i släktet Troides och familjen riddarfjärilar. Inga underarter finns listade i Catalogue of Life.

## Bildgalleri

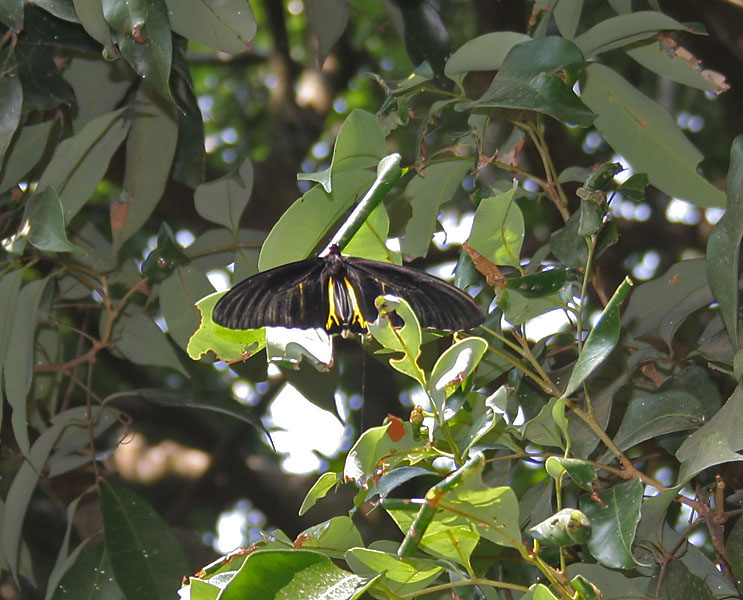
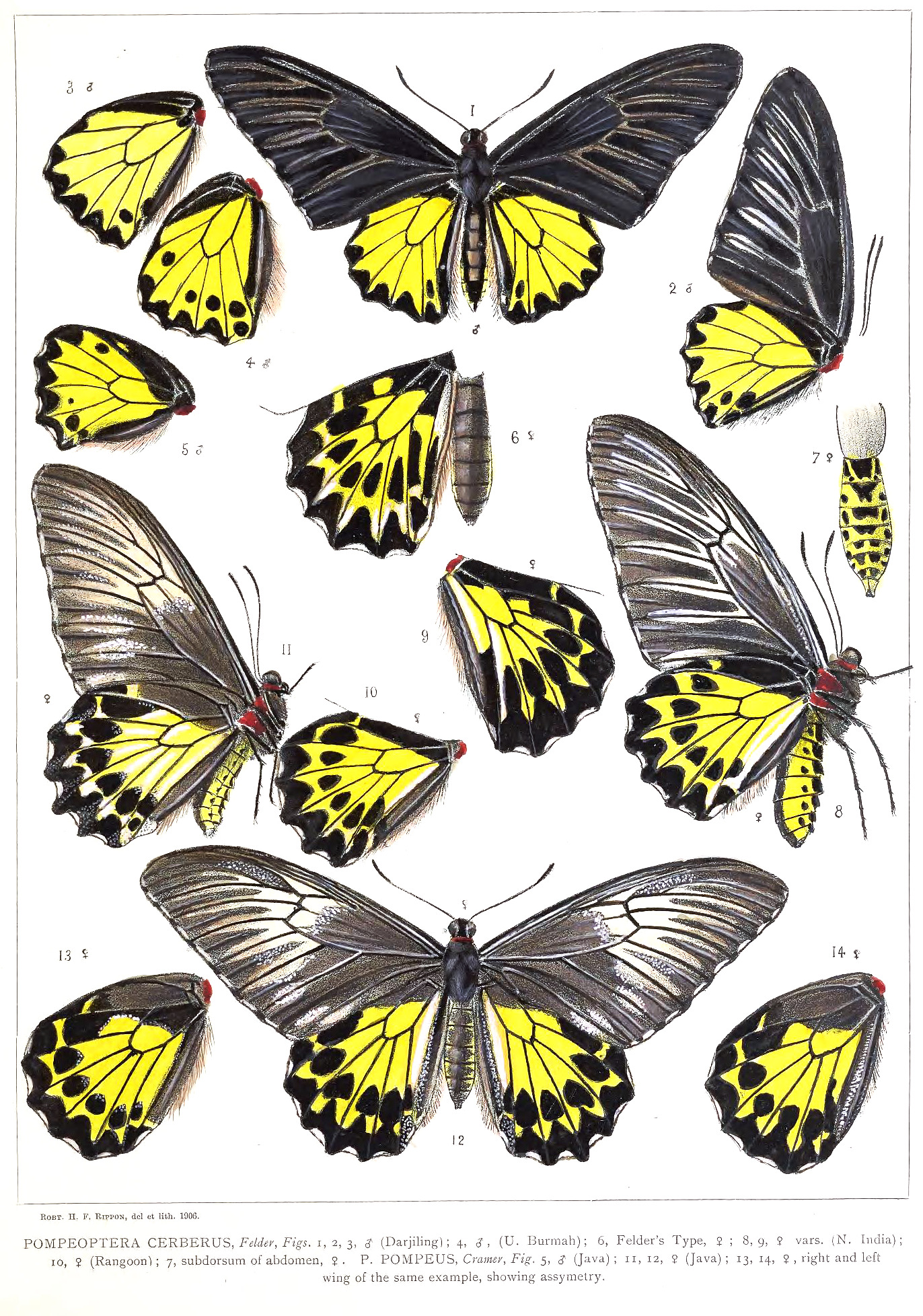
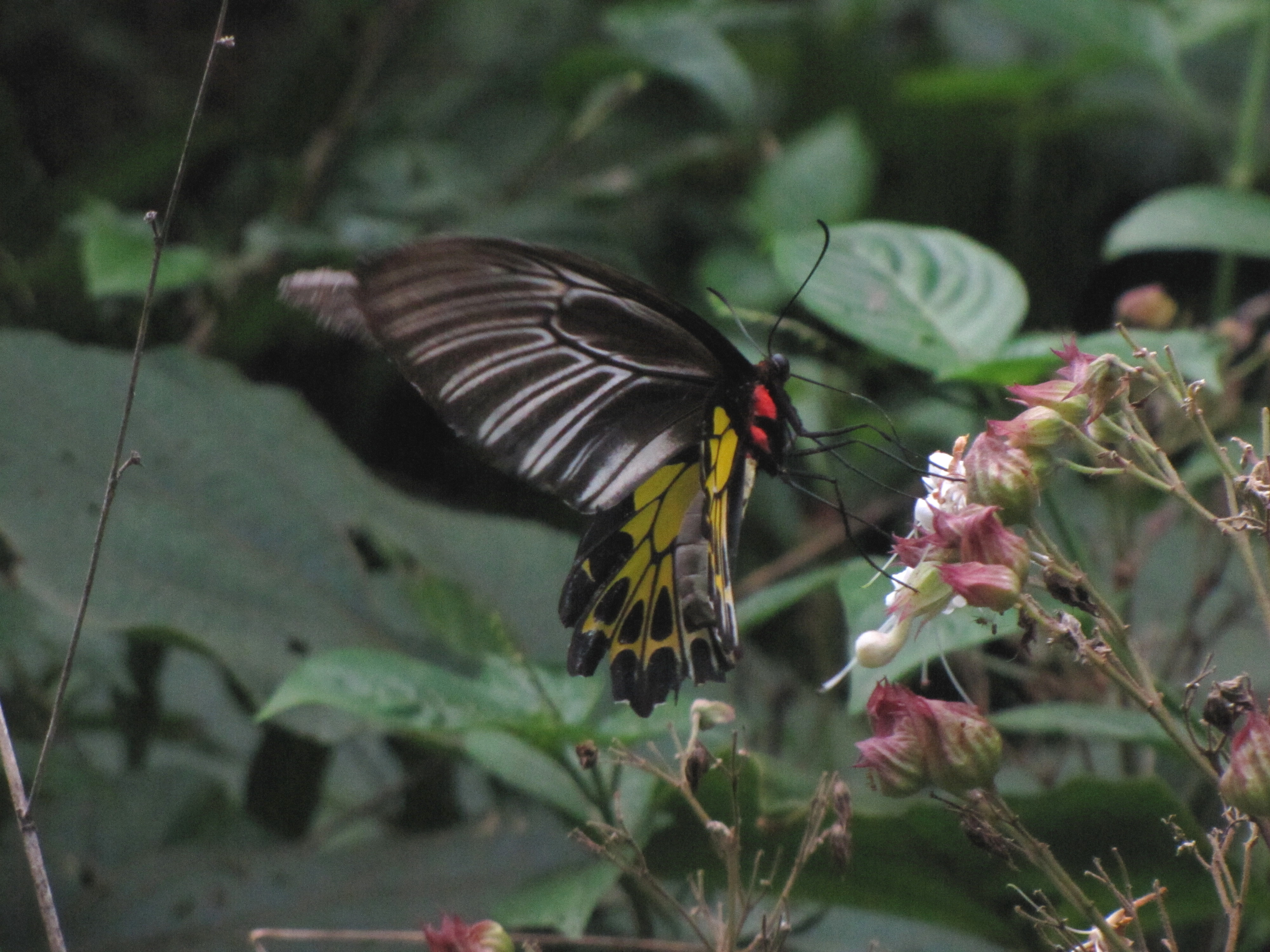
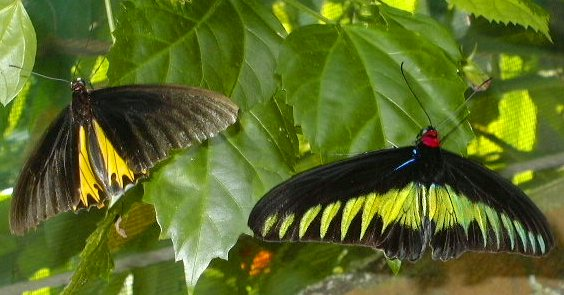
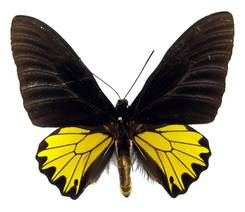
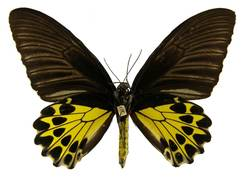